# 越界 (雜誌)
越界為香港文藝雜誌，於1990年10月25日創刊，由曹誠淵出資，張輝主編，編務人員包括朱瓊愛、俞若玫、小西和Del等，內容以戲劇、舞蹈、音樂、戲曲、電影、錄像、視覺藝術等藝術文化評論為主，亦有文字創作及活動資料。初期雜誌以近正方型大開本彩色印刷，每月在書店報攤發售，至1992年6月26日，改以周刊形式，在香港文化場地免費派發，再後期曾改為雙週刊，直至六十一期後，在1993年12月停刊。
當時曾在越界上發表評論的有林奕華、梁文道、茹國烈、迈克、梅卓燕等。除了文化藝術評論外，更曾刊登黃碧雲、董啟章、也斯、達端的小說，以及李金鳳、小西、飲江、智瘋的詩等，越界是1990年代跨越不同藝術媒介的重要刊物，亦成功引發從事不同媒介的創作者交流對話。

## 外部連結
- 香港文學資料庫《越界》目錄及全文 （页面存档备份，存于）